# Peter Schöttel
Peter Schöttel (Viena, 26 de março de 1967) é um ex-futebolista e treinador de futebol austríaco que atuava como zagueiro. Atualmente é técnico do SV Grödig.
Jogou toda sua carreira no Rapid Viena, entre 1988 e 2002, tendo atuado em 436 partidas e marcando 4 gols. Em sua homenagem, o clube aposentou a camisa 5 em 2011.
Pela Seleção Austríaca, estreou em fevereiro de 1988, num amistoso contra a Suíça. Participou das Copas de 1990 e 1998 por seu país. A despedida do zagueiro em jogos oficiais pela Seleção foi contra a Espanha, que goleou a Áustria por 9 a 0, pelas Eliminatórias da Eurocopa de 2000.
Ele ainda vestiria a camisa da Seleção pela última vez em 2002, ano de sua aposentadoria, em um amistoso contra a Noruega. no qual jogou por 4 minutos.

## Títulos
Rapid Viena
- Campeonato Austríaco: 1986–87, 1987–88, 1995–96
- Copa da Áustria: 1986–87, 1994–95
- Supercopa da Áustria: 1987, 1988